# 2024 YR4
2024 YR4 és un asteroide d'entre 40 i 90 metres de diàmetre, classificat com a objecte proper a la Terra de tipus Apol·lo (Creuador de la Terra). Fou descobert per l'observatori xilè del Sistema d'alerta d'impacte terrestre d'asteroides (ATLAS) el 27 de desembre de 2024. A 31 de gener de 2025, 2024 YR4 va rebre una puntuació 3 a l'escala de Torí amb una probabilitat d'1 de cada 63 (1,6%) d'impacte sobre la Terra el 22 de desembre de 2032 i una probabilitat acumulada d'1 de cada 63 (1,6%) d'impactar la Terra més enllà del 2032. La NASA atorga una classificació de l'escala de perill d'impacte tècnic de Palermo de −0,47 de 2024 YR4, que correspon a un risc d'impacte 3 vegades menor que el nivell de perill de fons. La probabilitat d'impacte va escalar fins al 3,1% (1 de cada 32) el 18 de febrer de 2025, fet que convertí l'asteroide en la roca espacial registrada amb més probabilitats de col·lidir amb la Terra. Per aquest motiu, es va posar en marxa el primer pas en les respostes de la defensa planetària, en què es demana a tots els telescopis disponibles que recullin dades sobre l'objecte.
L'anàlisi preliminar d'aquest asteroide suggereix que és un asteroide de tipus L o tipus S pedregós amb un període de rotació de prop de 19,5 minuts. L'asteroide s'havia apropat a uns 828.800 quilòmetres de la Terra el 25 de desembre de 2024 (dos dies abans del seu descobriment) i ara se n'allunya. La seva propera aproximació serà el 17 de desembre de 2028. A principis d'abril de 2025, 2024 YR4 s'haurà allunyat massa de la Terra per ser observat fins i tot pels telescopis més grans fins al juny de 2028.

## Característiques físiques

### Mida i massa

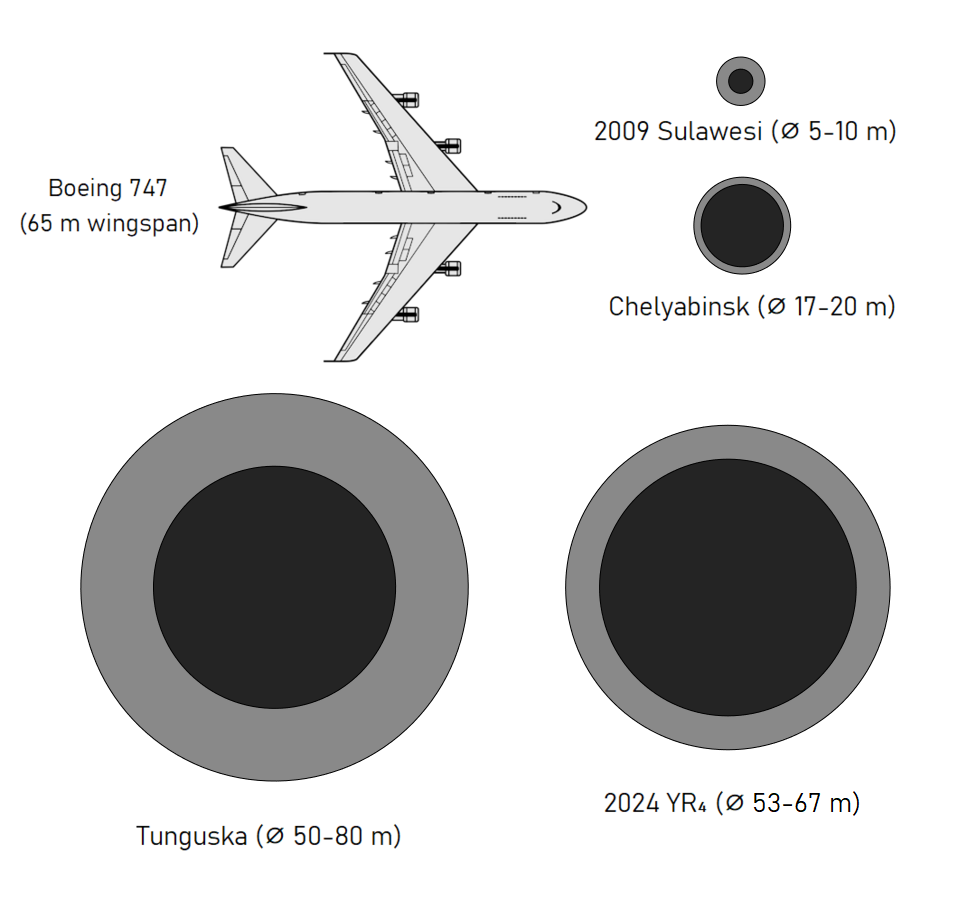
Comparació de la mida del i altres meteoroides notables, amb objectes fets per humans mostrats a escala

El diàmetre de 2024 YR4 no s'ha mesurat, però es pot estimar a partir de la seva brillantor (magnitud absoluta) utilitzant un rang de valors plausibles per a la seva reflectivitat superficial (albedo geomètric). Si 2024 YR4 reflecteix entre un 5% i un 25% de la llum visible, aleshores el seu diàmetre és d'entre 40 i 100 m. La NASA estima un diàmetre de 55 m per a un suposat albedo geomètric de 0.154. Aquestes estimacions fan que 2024 YR4 sigui aproximadament de la mateixa mida que l'asteroide que va causar l'esdeveniment Tunguska de 1908 o del que va crear el Meteor Crater a Arizona.
La massa i la densitat de 2024 YR4 no s'han mesurat, però es poden estimar amb una densitat suposada. La NASA estima una massa de 2,2×108 kg per a una densitat suposada de 2,6 g/cm3.

### Composició i període de rotació
L'anàlisi preliminar espectroscòpica del Gran Telescopi de Canàries i del Lowell Discovery Telescope suggereix que 2024 YR4 és un asteroide de tipus S o L, tots dos apunten a una composició pedregosa.
Les observacions fotomètriques del Very Large Telescope (VLT) i del telescopi d'1,54 metres de La Silla Observatory indiquen que 2024 YR4 té un període de rotació de prop de 19,5 minuts. La brillantor de 2024 YR4 varia en magnitud 0,42 mentre gira, cosa que indica que té una forma allargada. El VLT també ha observat 2024 YR4 a múltiples angles de fase de 5° a 35°, cosa que permetria la construcció d'una corba de fase que pot limitar les propietats de la superfície de l'asteroide.

## Òrbita
2024 YR4 orbita al voltant del Sol en una òrbita el·líptica que travessa l'òrbita de la Terra, convertint-se en un objecte proper a la Terra de tipus Apol·lo. L'asteroide té un període orbital d'uns 4,05 anys i una inclinació orbital de 3,45 graus respecte a l'òrbita terrestre (eclíptica).

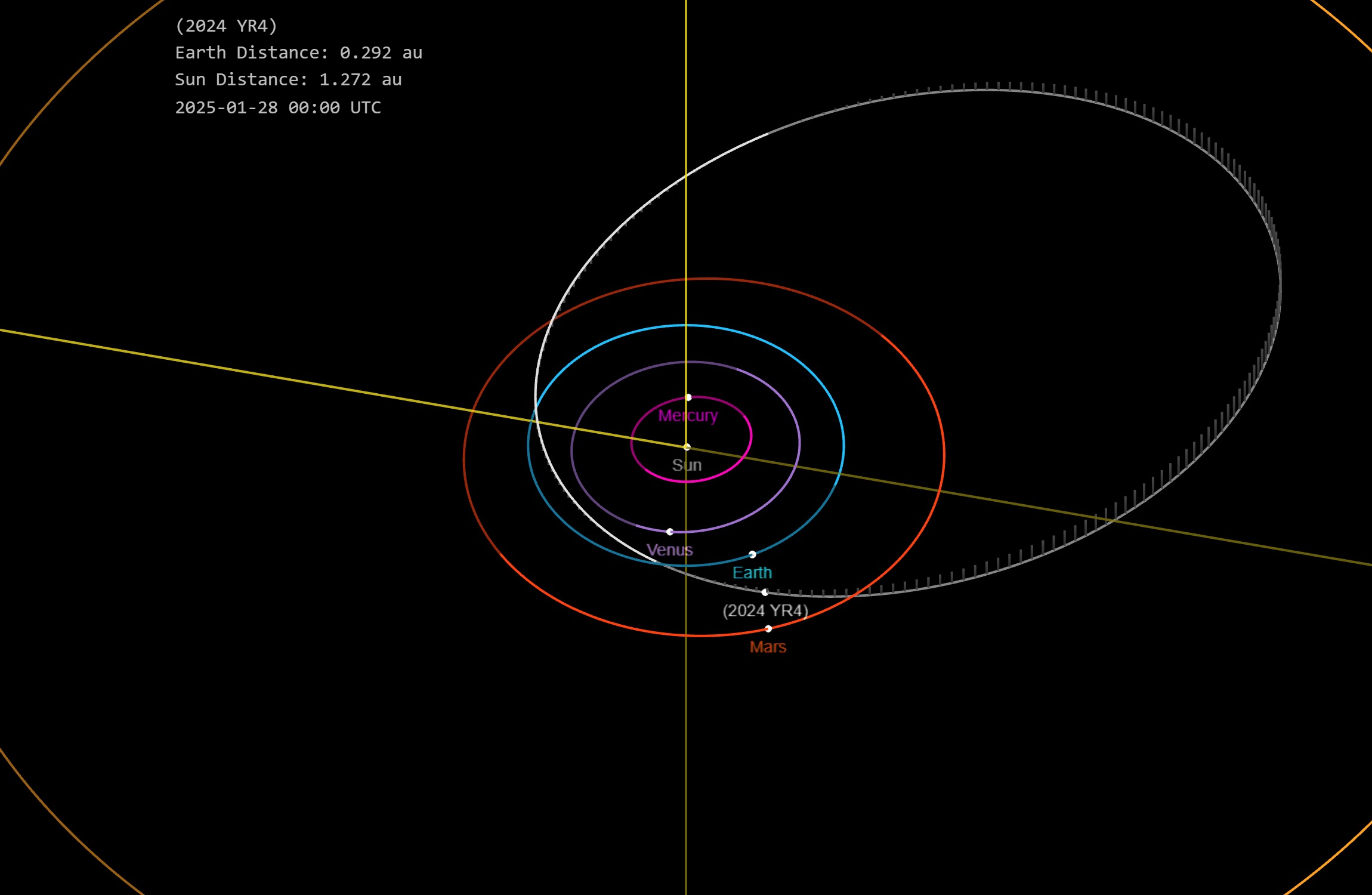
Diagrama d'òrbita de

L'asteroide es va apropar prèviament a la Terra el 25 de desembre de 2024, dos dies abans del seu descobriment. Durant aquesta trobada, va passar fins a 828.800 km de la Terra i 488.300 km de la Lluna. L'asteroide farà la seva propera aproximació a la Terra al voltant del 17 de desembre de 2028, quan passarà a 7.920.000 ± 960.000 km del planeta. La trobada del 2028 oferirà als astrònoms l'oportunitat de realitzar observacions addicionals i ampliar l'arc d'observació per quatre anys. Això millorarà molt els càlculs de l'òrbita de 2024 YR4 en preparació per a la seva aproximació propera al voltant del 22 de desembre de 2032.

## Possible impacte en 2032

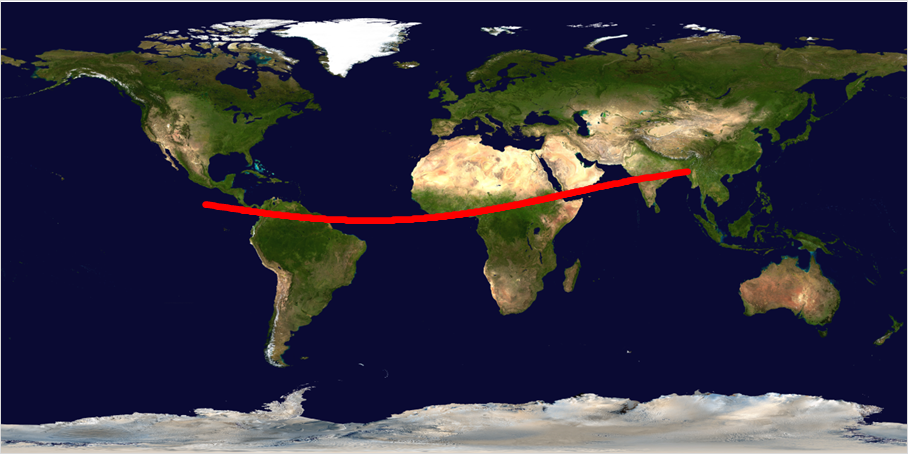
Seguiment de risc d'impacte per a l'aproximació de 2032

Amb càlculs utilitzant l'arc d'observació de 38 dies amb data de a 1 de febrer de 2025 es dedueix que 2024 YR4 té una probabilitat d'1 de cada 59 (1,7%) que impacti amb la Terra el 22 de desembre de 2032 cap a les 14:02 TU. L'aproximació nominal més propera a la Terra és el dia 22 a les 13:00 UT (amb una incertesa en el temps d'aproximació més propera de 22,5 hores) a una distància de 54.729 quilòmetres, amb una incertesa de 3-sigma d'1,121 milions de km.A causa de la gran mida de 2024 YR4 i una probabilitat d'impacte superior a l'1%, està classificat a l'escala de Torí nivell 3, fet que ha provocat la Xarxa Internacional d'Avisos d'Asteroides per emetre un avís el 29 de gener de 2025. Aquesta és la segona classificació més alta a l'escala de Torí que hagi assolit mai un asteroide, darrere de 99942 Apophis, que va classificar breument el nivell 4 de l'escala de Torí a finals de 2004. La NASA atorga una Escala de perill d'impacte tècnic de Palerm de −0,43 per a 2024 YR4, que correspon a un risc d'impacte del 37,2% del nivell de perill de fons. L'Agència Espacial Europea dóna una qualificació de Palerm −0,43 amb una probabilitat d'impacte d'1.57%, mentre que NEODyS dóna −0,33 amb una probabilitat d'impacte de l'1,88%. El corredor de risc dels possibles llocs d'impacte de 2024 YR4 va des de l'oceà Pacífic fins al nord d'Amèrica del Sud, l'oceà Atlàntic, l'Àfrica central i després fins al nord de l'Índia.
Utilitzant el diàmetre, la massa i la densitat estimats de la NASA per a 2024 YR4, l'asteroide alliberaria una energia equivalent a 7,8 megatones de TNT (33 petajoules) si impactés contra la Terra a una velocitat de 17.32 km/s. Això produiria un esclat d'aire de meteorit o un cràter d'impacte, i causaria la destrucció fins a 50 km del lloc de l'impacte.
La primera observació de pre-descobriment coneguda de 2024 YR4 va ser el 25 de desembre de 2024, però la posició mesurada de l'asteroide en aquesta observació és més incerta que en observacions posteriors, a causa del moviment ràpid de l'asteroide i una exposició més llarga del que hauria estat òptim per a les observacions d'asteroides. Una cerca a través d'imatges d'arxiu del Telescopi Subaru del 2016 d'una regió on podria haver estat 2024 YR4 no ho va trobar. Segons Sam Deen, incloure aquestes dades negatives de prerecuperació en el càlcul de l'òrbita disminueix la probabilitat que l'asteroide estigui en algun lloc al llarg del 60-80% de les trajectòries sense impacte calculades des de l'arc d'observació fins a finals de gener, que va estimar augmentant la probabilitat d'impacte 2024 YR4 al 3% en aquell moment; inclosa també l'única observació prèvia a la recuperació del 25 de desembre de 2024 de qualitat més baixa va augmentar la probabilitat al 6%. Deen va dir: "Convido la gent a revisar-me perquè només he estat jo mirant això. Em podria haver perdut alguna cosa". Imatges de 2016 de la regió de l'Observatori Palomar, no fetes públiques amb data de a Gener 2025, pot proporcionar més informació. Les observacions de l'asteroide quan torni a passar a prop de la Terra el 2028 permetran calcular una òrbita molt precisa i una estimació molt refinada de la probabilitat d'impacte el 2032. Si no es descarta un impacte el 2032, llavors una missió similar al DART es podria enviar per evitar un impacte.
| \| Solució \| Arc d'observació (en dies) \| Distància geocèntrica nominal (UA) JPL Horizons \| Regió d'incertesa (3-sigma) \| Probabilitat d'impacte \| Escala de Torí \| Escala de Palerm (màx) \| \| ------------------- \| -------------------------- \| ----------------------------------------------- \| --------------------------- \| ---------------------- \| -------------- \| ---------------------- \| \| 30 des 2024 \| 2 (53 obs) \| \| \| 1:1040 \| 1 \| -1,73 \| \| 31 des 2024 \| 3 (71 obs) \| \| \| 1:920 \| 1 \| -1,66 \| \| 1 gen 2025 \| 4 (87obs) \| \| \| 1:870 \| 1 \| -1,64 \| \| 2 gen 2025 \| 6 (109 obs) \| \| \| 1:842 \| 1 \| -1,63 \| \| 3 gen 2025 \| 7 (120 obs) \| \| \| 1:760 \| 1 \| -1,61 \| \| JPL #14 6 gen 2025 \| 8 (145 obs) \| 0.01706 AU (2,552 miler km; 6.64 LD) \| ± 9,62 milions de km \| 1:730 \| 1 \| \| \| JPL #15 6 gen 2025 \| 11 (158 obs) \| 0.01537 AU (2,299 miler km; 5.98 LD) \| ± 9,55 milions de km \| 1:710 \| 1 \| -1,53 \| \| 11 gen 2025 \| 14 (170 obs) \| \| \| 1:630 \| 1 \| -1,53 \| \| JPL #27 20 gen 2025 \| 26 (198 obs) \| \| \| 1:320 \| 1 \| \| \| JPL #30 22 gen 2025 \| 28 (213 obs) \| 0.00068 AU (102 miler km; 0.26 LD) \| ± 3,37 milions de km \| 1:190 \| 1 \| -0,93 \| \| JPL #32 23 gen 2025 \| 29 (219 obs) \| 0.00171 AU (256 miler km; 0.67 LD) \| ± 2,28 milions de km \| 1:110 \| 1 \| -0,69 \| \| JPL #34 24 gen 2025 \| 30 (227 obs) \| 0.00113 AU (169 miler km; 0.44 LD) \| ± 1,96 milions de km \| 1:110 \| 1 \| -0,69 \| \| JPL #35 27 gen 2025 \| 33 (238 obs) \| 0.00005 AU (7.5 miler km; 0.019 LD) \| ± 1605 milions de km \| 1:83 \| 3 \| -0,57 \| \| JPL #36 28 gen 2025 \| 34 (245 obs) \| 0.00071 AU (106 miler km; 0.28 LD) \| ± 1,55 milions de km \| 1:83 \| 3 \| -0,56 \| \| JPL #37 29 gen 2025 \| 35 (257 obs) \| 0.00085 AU (127 miler km; 0.33 LD) \| ± 1.408 milions de km \| 1:77 \| 3 \| -0,53 \| \| JPL #39 30 gen 2025 \| 36 (261 obs) \| 0.00087 AU (130 miler km; 0.34 LD) \| ± 1.408 milions de km \| 1:77 \| 3 \| -0,53 \| \| JPL #40 31 gen 2025 \| 37 (276 obs) \| 0.00046 AU (69 miler km; 0.18 LD) \| ± 1,2 milions de km \| 1:63 \| 3 \| -0,47 \| \| JPL #41 1 feb 2025 \| 38 (284 obs) \| 0.00037 AU (55 miler km; 0.14 LD) \| ± 1.121 milions de km \| 1:59 \| 3 \| -0,43 \| \| JPL 18 feb 2025 \| 55 (370 obs)[9] \| \| \| 1:32 \| 3 \| -0,18 \| |                            |                                                 |                             |                        |                |                        |
| Solució | Arc d'observació (en dies) | Distància geocèntrica nominal (UA) JPL Horizons | Regió d'incertesa (3-sigma) | Probabilitat d'impacte | Escala de Torí | Escala de Palerm (màx) |
| 30 des 2024 | 2 (53 obs)                 |                                                 |                             | 1:1040                 | 1              | -1,73                  |
| 31 des 2024 | 3 (71 obs)                 |                                                 |                             | 1:920                  | 1              | -1,66                  |
| 1 gen 2025 | 4 (87obs)                  |                                                 |                             | 1:870                  | 1              | -1,64                  |
| 2 gen 2025 | 6 (109 obs)                |                                                 |                             | 1:842                  | 1              | -1,63                  |
| 3 gen 2025 | 7 (120 obs)                |                                                 |                             | 1:760                  | 1              | -1,61                  |
| JPL #14 6 gen 2025 | 8 (145 obs)                | 0.01706 AU (2,552 miler km; 6.64 LD)            | ± 9,62 milions de km        | 1:730                  | 1              |                        |
| JPL #15 6 gen 2025 | 11 (158 obs)               | 0.01537 AU (2,299 miler km; 5.98 LD)            | ± 9,55 milions de km        | 1:710                  | 1              | -1,53                  |
| 11 gen 2025 | 14 (170 obs)               |                                                 |                             | 1:630                  | 1              | -1,53                  |
| JPL #27 20 gen 2025 | 26 (198 obs)               |                                                 |                             | 1:320                  | 1              |                        |
| JPL #30 22 gen 2025 | 28 (213 obs)               | 0.00068 AU (102 miler km; 0.26 LD)              | ± 3,37 milions de km        | 1:190                  | 1              | -0,93                  |
| JPL #32 23 gen 2025 | 29 (219 obs)               | 0.00171 AU (256 miler km; 0.67 LD)              | ± 2,28 milions de km        | 1:110                  | 1              | -0,69                  |
| JPL #34 24 gen 2025 | 30 (227 obs)               | 0.00113 AU (169 miler km; 0.44 LD)              | ± 1,96 milions de km        | 1:110                  | 1              | -0,69                  |
| JPL #35 27 gen 2025 | 33 (238 obs)               | 0.00005 AU (7.5 miler km; 0.019 LD)             | ± 1605 milions de km        | 1:83                   | 3              | -0,57                  |
| JPL #36 28 gen 2025 | 34 (245 obs)               | 0.00071 AU (106 miler km; 0.28 LD)              | ± 1,55 milions de km        | 1:83                   | 3              | -0,56                  |
| JPL #37 29 gen 2025 | 35 (257 obs)               | 0.00085 AU (127 miler km; 0.33 LD)              | ± 1.408 milions de km       | 1:77                   | 3              | -0,53                  |
| JPL #39 30 gen 2025 | 36 (261 obs)               | 0.00087 AU (130 miler km; 0.34 LD)              | ± 1.408 milions de km       | 1:77                   | 3              | -0,53                  |
| JPL #40 31 gen 2025 | 37 (276 obs)               | 0.00046 AU (69 miler km; 0.18 LD)               | ± 1,2 milions de km         | 1:63                   | 3              | -0,47                  |
| JPL #41 1 feb 2025 | 38 (284 obs)               | 0.00037 AU (55 miler km; 0.14 LD)               | ± 1.121 milions de km       | 1:59                   | 3              | -0,43                  |
| JPL 18 feb 2025 | 55 (370 obs)               |                                                 |                             | 1:32                   | 3              | -0,18                  |